# Neseuterpia
Neseuterpia is een kevergeslacht uit de familie van de boktorren (Cerambycidae). De wetenschappelijke naam van het geslacht werd voor het eerst geldig gepubliceerd in 1980 door Villiers.

## Soorten
Neseuterpia omvat de volgende soorten:
- Neseuterpia couturieri Tavakilian, 2001
- Neseuterpia curvipes Villiers, 1980
- Neseuterpia deknuydti Chalumeau & Touroult, 2005